# Centro de artes escénicas del condado Orange (Ocpac)

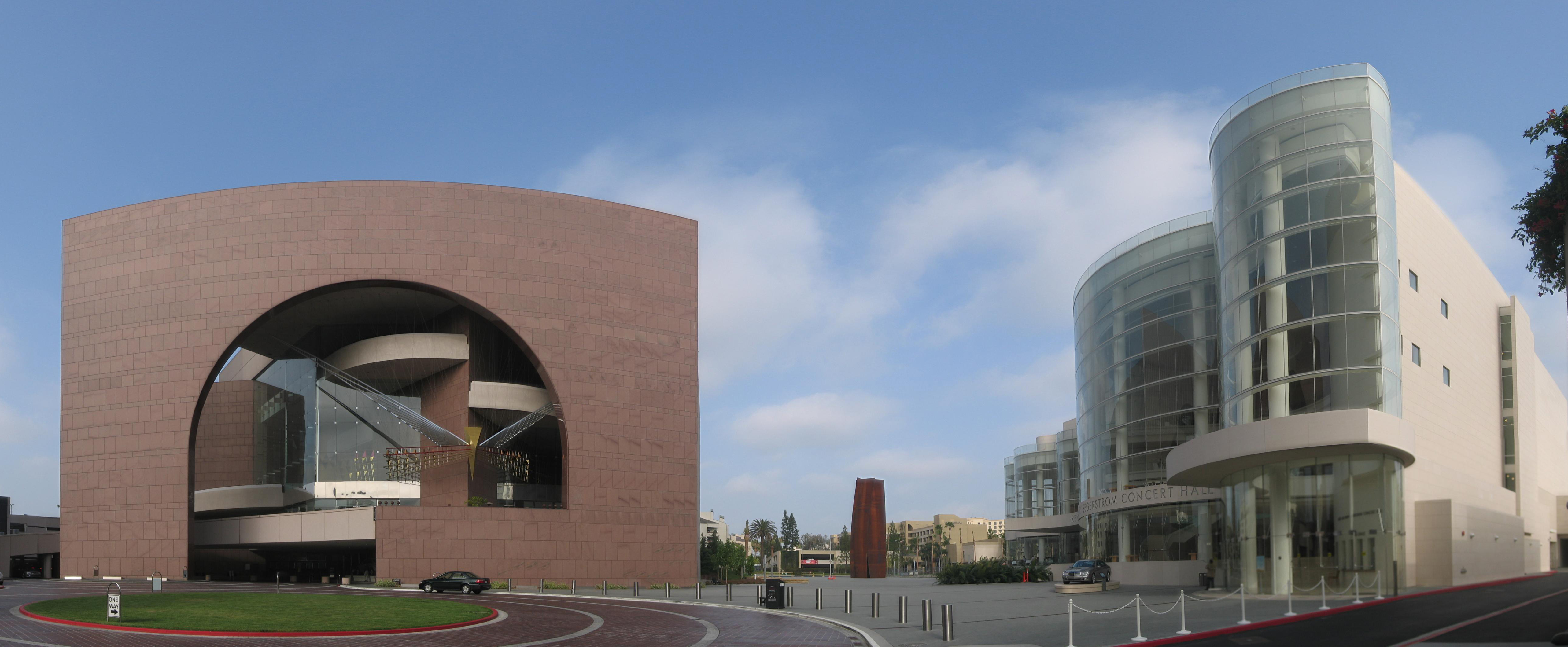
Vista del conjunto

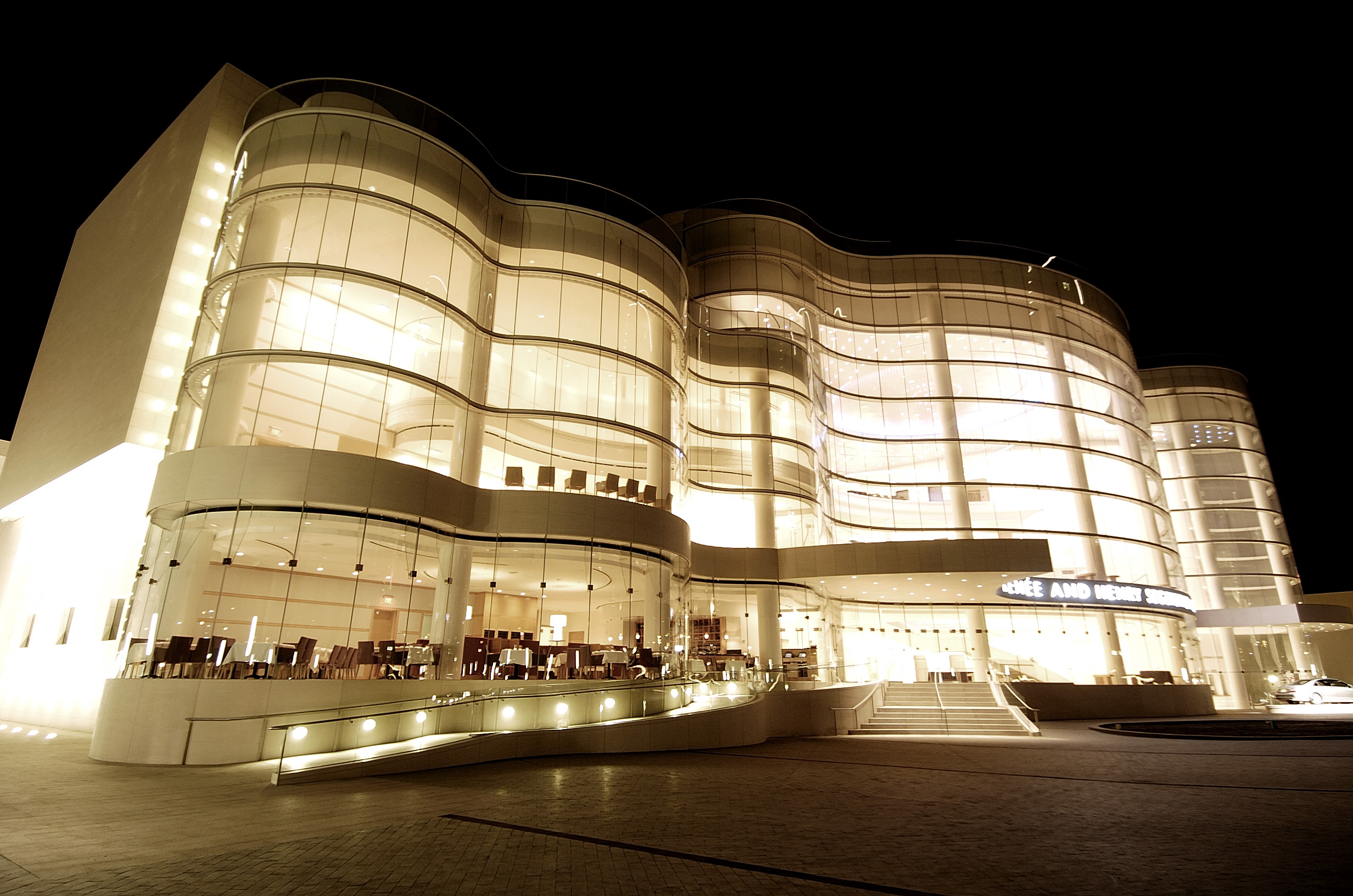

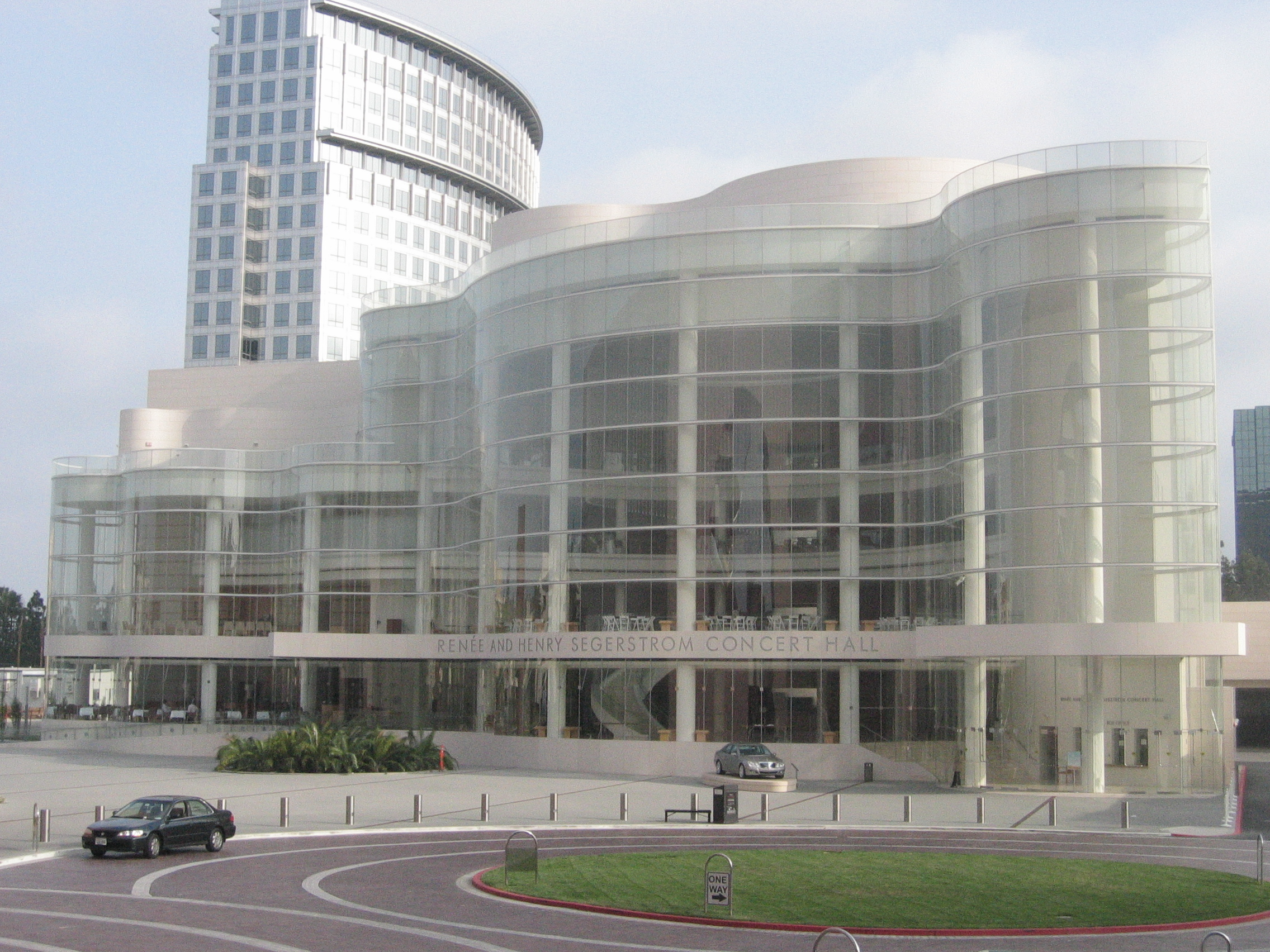

El Centro de artes escénicas del condado Orange (OCPac-Orange County Center of the Perfoming Arts) en Costa Mesa, California es el centro de artes escénicas del condado de Orange. Es la sede de la Pacific Symphony, de la Philharmonic Society of Orange County y del Pacific Chorale.
El centro alberga la sala Segerstrom para 3,000 espectadores, el Segerstrom Concert Hall para 2,000, el Samueli para 500 y otro más pequeño para 250.
Es un vasto complejo para ópera, conciertos, teatro, ballet y todas las disciplinas escénicas.
La primera fase fue inaugurada en 1986, el teatro de ópera Segerstrom, y en 2006 la sala de concierto y complejo diseñado por Cesar Pelli. 